# Liste der Botschafter der Vereinigten Staaten in Saudi-Arabien

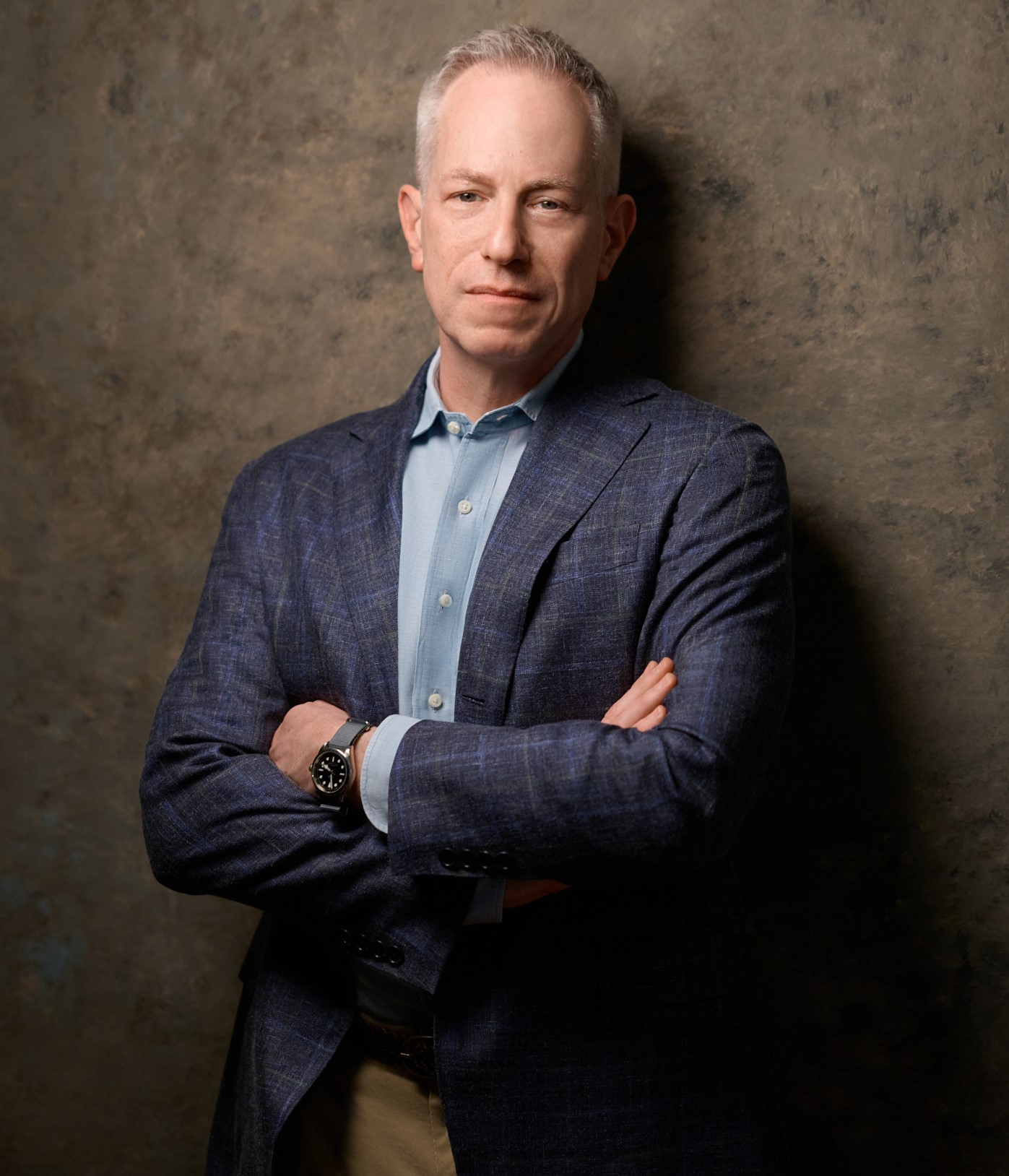
Michael Ratney, derzeitiger Botschafter in Saudi-Arabien

Die Liste der Botschafter der Vereinigten Staaten in Saudi-Arabien bietet einen Überblick über die Leiter der US-amerikanischen diplomatischen Vertretung in Saudi-Arabien seit 1942. 
Die Vereinigten Staaten erkannten Saudi-Arabien bereits 1931 an, ernannten aber erst 1939 ihren ersten Botschafter, Bert Fish, der damals in Kairo residierte und Botschafter in Ägypten war. Die Botschaft hatte ihren Sitz zunächst in Dschidda. Heute ist sie in Riad eingerichtet.

## Botschafter
| Name                     | Dienstbeginn | Dienstende | Anmerkungen |
| ------------------------ | ------------ | ---------- | --- |
| Bert Fish                | 1939         | 1941       | Fish war Botschafter in Ägypten und residierte in Kairo. Die Botschaft wurde erst am 1. Mai 1942 in Dschidda eingerichtet. |
| Alexander Comstock Kirk  | 1941         | 1943       | Botschafter in Ägypten mit Residenz in Kairo. (Kirk war von August 1915 bis April 1916 Botschaftssekretär an der US-Botschaft in Berlin; von 1939 bis 1940 war er dort Geschäftsträger). |
| James S. Moose Jr.       | 1943         | 1944       | Chargé d'affaires; mit seiner Akkreditierung wurde die US-Botschaft in Dschidda eingerichtet. |
| William Alfred Eddy      | A1944        | 1946       | |
| J. Rives Childs          | 1946         | 1950       | Auch für den Jemen akkreditiert |
| Raymond A. Hare          | 1950         | 1953       | |
| George Wadsworth         | 1953         | 1958       | |
| Donald R. Heath          | 1957         | 1961       | Auch für den Jemen akkreditiert |
| Parker T. Hart           | 1961         | 1965       | Auch für den Jemen akkreditiert |
| Hermann F. Eilts         | 1965         | 1970       | |
| Nicholas G. Thacher      | 1970         | 1973       | |
| James E. Akins           | 1973         | 1975       | |
| William James Porter     | 1975         | 1977       | Porter war von 1973 bis 1974 United States Under Secretary of State und nahm damit den dritthöchsten Posten im Außenministerium der Vereinigten Staaten ein. |
| John Carl West           | 1977         | 1981       | |
| Robert G. Neumann        | 1981         | 1981       | |
| Richard William Murphy   | 1981         | 1983       | |
| Walter L. Cutler         | 1984         | 1987       | Mit seiner Akkreditierung wurde das US-Verbindungsbüro in Riad zur Botschaft aufgewertet, während die bisherige Botschaft in Dschidda zurückgestuft wurde und nun als Konsulat fungierte. |
| Hume Alexander Horan     | 1987         | 1988       | |
| Walter L. Cutler         | 1988         | 1989       | |
| Charles W. Freeman Jr.   | 1989         | 1992       | |
| C. David Welch           | 1992         | 1994       | Chargé d'Affaires ad interim |
| Raymond Edwin Mabus Jr.  | 1994         | 1996       | später unter anderem Marinestaatssektretär der USA |
| William Wyche Fowler Jr. | 1996         | 2001       | |
| Robert W. Jordan         | 2001         | 2003       | |
| James C. Oberwetter      | 2003         | 2007       | |
| Ford M. Fraker           | 2007         | 2009       | |
| James B. Smith           | 2009         | 2013       | |
| Joseph W. Westphal       | 2014         | 2017       | Westphal war im Jahr 2001 kommissarischer Heeresstaatssekretär. |
| Christopher Henzel       | 2017         | 2019       | Chargé d'Affaires ad interim |
| John Philip Abizaid      | 2019         | 2021       | Ehemaliger General der US Army und war von Juli 2003 bis März 2007 Kommandeur des US Central Command (CENTCOM), zuständig für US-amerikanische Militäroperationen in 25 Ländern im Nahen Osten in der Region zwischen dem Horn von Afrika und Zentralasien und damit Befehlshaber über 250.000 US-Soldaten. |
| Martina A. Strong        | 2021         | 2023       | Chargé d'Affaires ad interim; erste Frau als US-Geschäftsträgerin in Saudi-Arabien |
| Michael Ratney           | 2023         |            | |